# FIFA-mannenranglijst juni 2020
Dit is de wereldranglijst voor mannen van juni 2020 zoals die werd opgesteld en vrijgegeven door de FIFA op 11 juni 2020. Deze editie zorgde voor een unicum in de geschiedenis van de lijst: er waren geen enkele wijzigingen in posities of punten. Dit werd veroorzaakt door de coronapandemie, waardoor alle wedstrijden die in deze periode plaats hadden moeten vinden werden afgelast.
| №  | +/−     | Land        | Pnt  | +/−     |
| -- | ------- | ----------- | ---- | ------- |
| 1  | Stabiel | België      | 1765 | Stabiel |
| 2  | Stabiel | Frankrijk   | 1733 | Stabiel |
| 3  | Stabiel | Brazilië    | 1712 | Stabiel |
| 4  | Stabiel | Engeland    | 1661 | Stabiel |
| 5  | Stabiel | Uruguay     | 1645 | Stabiel |
| 6  | Stabiel | Kroatië     | 1642 | Stabiel |
| 7  | Stabiel | Portugal    | 1639 | Stabiel |
| 8  | Stabiel | Spanje      | 1636 | Stabiel |
| 9  | Stabiel | Argentinië  | 1623 | Stabiel |
| 10 | Stabiel | Colombia    | 1622 | Stabiel |
| 11 | Stabiel | Mexico      | 1621 | Stabiel |
| 12 | Stabiel | Zwitserland | 1608 | Stabiel |
| 13 | Stabiel | Italië      | 1607 | Stabiel |
| 14 | Stabiel | Nederland   | 1604 | Stabiel |
| 15 | Stabiel | Duitsland   | 1602 | Stabiel |
| 16 | Stabiel | Denemarken  | 1598 | Stabiel |
| 17 | Stabiel | Chili       | 1579 | Stabiel |
| 17 | Stabiel | Zweden      | 1579 | Stabiel |
| 19 | Stabiel | Polen       | 1559 | Stabiel |
| 20 | Stabiel | Senegal     | 1555 | Stabiel |

| FIFA-wereldranglijst juni 2020 (21–210) | FIFA-wereldranglijst juni 2020 (21–210) | FIFA-wereldranglijst juni 2020 (21–210) | FIFA-wereldranglijst juni 2020 (21–210) | FIFA-wereldranglijst juni 2020 (21–210) |
| #                                       | +/−                                     | Land                                    | pnt                                     | +/−                                     |
| --------------------------------------- | --------------------------------------- | --------------------------------------- | --------------------------------------- | --------------------------------------- |
| 21                                      | Stabiel                                 | Peru                                    | 1544                                    | Stabiel                                 |
| 22                                      | Stabiel                                 | Verenigde Staten                        | 1542                                    | Stabiel                                 |
| 23                                      | Stabiel                                 | Wales                                   | 1540                                    | Stabiel                                 |
| 24                                      | Stabiel                                 | Oekraïne                                | 1537                                    | Stabiel                                 |
| 25                                      | Stabiel                                 | Venezuela                               | 1517                                    | Stabiel                                 |
| 26                                      | Stabiel                                 | Oostenrijk                              | 1507                                    | Stabiel                                 |
| 27                                      | Stabiel                                 | Tunesië                                 | 1506                                    | Stabiel                                 |
| 28                                      | Stabiel                                 | Japan                                   | 1500                                    | Stabiel                                 |
| 29                                      | Stabiel                                 | Turkije                                 | 1494                                    | Stabiel                                 |
| 29                                      | Stabiel                                 | Servië                                  | 1494                                    | Stabiel                                 |
| 31                                      | Stabiel                                 | Nigeria                                 | 1493                                    | Stabiel                                 |
| 32                                      | Stabiel                                 | Slowakije                               | 1490                                    | Stabiel                                 |
| 33                                      | Stabiel                                 | Iran                                    | 1489                                    | Stabiel                                 |
| 34                                      | Stabiel                                 | Ierland                                 | 1486                                    | Stabiel                                 |
| 35                                      | Stabiel                                 | Algerije                                | 1482                                    | Stabiel                                 |
| 36                                      | Stabiel                                 | Noord-Ierland                           | 1476                                    | Stabiel                                 |
| 37                                      | Stabiel                                 | Roemenië                                | 1475                                    | Stabiel                                 |
| 38                                      | Stabiel                                 | Rusland                                 | 1470                                    | Stabiel                                 |
| 39                                      | Stabiel                                 | IJsland                                 | 1465                                    | Stabiel                                 |
| 40                                      | Stabiel                                 | Zuid-Korea                              | 1464                                    | Stabiel                                 |
| 41                                      | Stabiel                                 | Paraguay                                | 1461                                    | Stabiel                                 |
| 42                                      | Stabiel                                 | Australië                               | 1457                                    | Stabiel                                 |
| 43                                      | Stabiel                                 | Marokko                                 | 1456                                    | Stabiel                                 |
| 44                                      | Stabiel                                 | Noorwegen                               | 1451                                    | Stabiel                                 |
| 45                                      | Stabiel                                 | Tsjechië                                | 1446                                    | Stabiel                                 |
| 46                                      | Stabiel                                 | Costa Rica                              | 1439                                    | Stabiel                                 |
| 46                                      | Stabiel                                 | Ghana                                   | 1439                                    | Stabiel                                 |
| 48                                      | Stabiel                                 | Jamaica                                 | 1438                                    | Stabiel                                 |
| 49                                      | Stabiel                                 | Bosnië en Herzegovina                   | 1430                                    | Stabiel                                 |
| 50                                      | Stabiel                                 | Schotland                               | 1422                                    | Stabiel                                 |
| 51                                      | Stabiel                                 | Egypte                                  | 1420                                    | Stabiel                                 |
| 52                                      | Stabiel                                 | Hongarije                               | 1416                                    | Stabiel                                 |
| 53                                      | Stabiel                                 | Kameroen                                | 1413                                    | Stabiel                                 |
| 54                                      | Stabiel                                 | Griekenland                             | 1409                                    | Stabiel                                 |
| 55                                      | Stabiel                                 | Qatar                                   | 1396                                    | Stabiel                                 |
| 56                                      | Stabiel                                 | Mali                                    | 1389                                    | Stabiel                                 |
| 56                                      | Stabiel                                 | Congo-Kinshasa                          | 1389                                    | Stabiel                                 |
| 58                                      | Stabiel                                 | Finland                                 | 1386                                    | Stabiel                                 |
| 59                                      | Stabiel                                 | Bulgarije                               | 1381                                    | Stabiel                                 |
| 59                                      | Stabiel                                 | Burkina Faso                            | 1381                                    | Stabiel                                 |
| 61                                      | Stabiel                                 | Ivoorkust                               | 1378                                    | Stabiel                                 |
| 62                                      | Stabiel                                 | Honduras                                | 1377                                    | Stabiel                                 |
| 63                                      | Stabiel                                 | Ecuador                                 | 1368                                    | Stabiel                                 |
| 64                                      | Stabiel                                 | Montenegro                              | 1365                                    | Stabiel                                 |
| 64                                      | Stabiel                                 | Slovenië                                | 1365                                    | Stabiel                                 |
| 66                                      | Stabiel                                 | Albanië                                 | 1356                                    | Stabiel                                 |
| 67                                      | Stabiel                                 | Saoedi-Arabië                           | 1351                                    | Stabiel                                 |
| 68                                      | Stabiel                                 | Noord-Macedonië                         | 1347                                    | Stabiel                                 |
| 69                                      | Stabiel                                 | El Salvador                             | 1346                                    | Stabiel                                 |
| 70                                      | Stabiel                                 | Irak                                    | 1344                                    | Stabiel                                 |
| 71                                      | Stabiel                                 | Zuid-Afrika                             | 1334                                    | Stabiel                                 |
| 71                                      | Stabiel                                 | Verenigde Arabische Emiraten            | 1334                                    | Stabiel                                 |
| 73                                      | Stabiel                                 | Canada                                  | 1332                                    | Stabiel                                 |
| 74                                      | Stabiel                                 | Guinee                                  | 1328                                    | Stabiel                                 |
| 75                                      | Stabiel                                 | Bolivia                                 | 1324                                    | Stabiel                                 |
| 76                                      | Stabiel                                 | China                                   | 1323                                    | Stabiel                                 |
| 77                                      | Stabiel                                 | Oeganda                                 | 1321                                    | Stabiel                                 |
| 78                                      | Stabiel                                 | Kaapverdië                              | 1318                                    | Stabiel                                 |
| 79                                      | Stabiel                                 | Syrië                                   | 1314                                    | Stabiel                                 |
| 80                                      | Stabiel                                 | Curaçao                                 | 1313                                    | Stabiel                                 |
| 81                                      | Stabiel                                 | Panama                                  | 1305                                    | Stabiel                                 |
| 82                                      | Stabiel                                 | Oman                                    | 1303                                    | Stabiel                                 |
| 83                                      | Stabiel                                 | Gabon                                   | 1297                                    | Stabiel                                 |
| 84                                      | Stabiel                                 | Benin                                   | 1295                                    | Stabiel                                 |
| 85                                      | Stabiel                                 | Oezbekistan                             | 1286                                    | Stabiel                                 |
| 86                                      | Stabiel                                 | Haïti                                   | 1285                                    | Stabiel                                 |
| 87                                      | Stabiel                                 | Wit-Rusland                             | 1283                                    | Stabiel                                 |
| 88                                      | Stabiel                                 | Zambia                                  | 1279                                    | Stabiel                                 |
| 89                                      | Stabiel                                 | Congo-Brazzaville                       | 1269                                    | Stabiel                                 |
| 89                                      | Stabiel                                 | Libanon                                 | 1269                                    | Stabiel                                 |
| 91                                      | Stabiel                                 | Madagaskar                              | 1267                                    | Stabiel                                 |
| 91                                      | Stabiel                                 | Georgië                                 | 1267                                    | Stabiel                                 |
| 93                                      | Stabiel                                 | Israël                                  | 1260                                    | Stabiel                                 |
| 94                                      | Stabiel                                 | Vietnam                                 | 1258                                    | Stabiel                                 |
| 95                                      | Stabiel                                 | Cyprus                                  | 1251                                    | Stabiel                                 |
| 96                                      | Stabiel                                 | Kirgizië                                | 1240                                    | Stabiel                                 |
| 97                                      | Stabiel                                 | Jordanië                                | 1238                                    | Stabiel                                 |
| 98                                      | Stabiel                                 | Luxemburg                               | 1236                                    | Stabiel                                 |
| 99                                      | Stabiel                                 | Bahrein                                 | 1225                                    | Stabiel                                 |
| 100                                     | Stabiel                                 | Mauritanië                              | 1223                                    | Stabiel                                 |
| 101                                     | Stabiel                                 | Libië                                   | 1215                                    | Stabiel                                 |
| 102                                     | Stabiel                                 | Armenië                                 | 1213                                    | Stabiel                                 |
| 103                                     | Stabiel                                 | Palestina                               | 1204                                    | Stabiel                                 |
| 104                                     | Stabiel                                 | Estland                                 | 1202                                    | Stabiel                                 |
| 105                                     | Stabiel                                 | Trinidad en Tobago                      | 1201                                    | Stabiel                                 |
| 106                                     | Stabiel                                 | Mozambique                              | 1200                                    | Stabiel                                 |
| 107                                     | Stabiel                                 | Kenia                                   | 1199                                    | Stabiel                                 |
| 108                                     | Stabiel                                 | India                                   | 1187                                    | Stabiel                                 |
| 109                                     | Stabiel                                 | Centraal-Afrikaanse Republiek           | 1184                                    | Stabiel                                 |
| 110                                     | Stabiel                                 | Faeröer                                 | 1181                                    | Stabiel                                 |
| 111                                     | Stabiel                                 | Zimbabwe                                | 1180                                    | Stabiel                                 |
| 112                                     | Stabiel                                 | Niger                                   | 1179                                    | Stabiel                                 |
| 113                                     | Stabiel                                 | Thailand                                | 1178                                    | Stabiel                                 |
| 114                                     | Stabiel                                 | Azerbeidzjan                            | 1177                                    | Stabiel                                 |
| 115                                     | Stabiel                                 | Kosovo                                  | 1174                                    | Stabiel                                 |
| 116                                     | Stabiel                                 | Noord-Korea                             | 1170                                    | Stabiel                                 |
| 117                                     | Stabiel                                 | Namibië                                 | 1160                                    | Stabiel                                 |
| 118                                     | Stabiel                                 | Kazachstan                              | 1155                                    | Stabiel                                 |
| 118                                     | Stabiel                                 | Sierra Leone                            | 1155                                    | Stabiel                                 |
| 118                                     | Stabiel                                 | Guinee-Bissau                           | 1155                                    | Stabiel                                 |
| 121                                     | Stabiel                                 | Tadzjikistan                            | 1152                                    | Stabiel                                 |
| 122                                     | Stabiel                                 | Nieuw-Zeeland                           | 1149                                    | Stabiel                                 |
| 123                                     | Stabiel                                 | Malawi                                  | 1141                                    | Stabiel                                 |
| 124                                     | Stabiel                                 | Angola                                  | 1136                                    | Stabiel                                 |
| 124                                     | Stabiel                                 | Filipijnen                              | 1136                                    | Stabiel                                 |
| 126                                     | Stabiel                                 | Antigua en Barbuda                      | 1127                                    | Stabiel                                 |
| 126                                     | Stabiel                                 | Togo                                    | 1127                                    | Stabiel                                 |
| 128                                     | Stabiel                                 | Soedan                                  | 1112                                    | Stabiel                                 |
| 129                                     | Stabiel                                 | Turkmenistan                            | 1107                                    | Stabiel                                 |
| 130                                     | Stabiel                                 | Guatemala                               | 1104                                    | Stabiel                                 |
| 131                                     | Stabiel                                 | Rwanda                                  | 1089                                    | Stabiel                                 |
| 131                                     | Stabiel                                 | Litouwen                                | 1089                                    | Stabiel                                 |
| 133                                     | Stabiel                                 | Comoren                                 | 1088                                    | Stabiel                                 |
| 134                                     | Stabiel                                 | Tanzania                                | 1086                                    | Stabiel                                 |
| 135                                     | Stabiel                                 | Andorra                                 | 1082                                    | Stabiel                                 |
| 136                                     | Stabiel                                 | Myanmar                                 | 1081                                    | Stabiel                                 |
| 137                                     | Stabiel                                 | Letland                                 | 1079                                    | Stabiel                                 |
| 138                                     | Stabiel                                 | Chinees Taipei                          | 1078                                    | Stabiel                                 |
| 139                                     | Stabiel                                 | Lesotho                                 | 1074                                    | Stabiel                                 |
| 139                                     | Stabiel                                 | Saint Kitts en Nevis                    | 1074                                    | Stabiel                                 |
| 141                                     | Stabiel                                 | Suriname                                | 1073                                    | Stabiel                                 |
| 141                                     | Stabiel                                 | Salomonseilanden                        | 1073                                    | Stabiel                                 |
| 143                                     | Stabiel                                 | Hongkong                                | 1072                                    | Stabiel                                 |
| 144                                     | Stabiel                                 | Jemen                                   | 1071                                    | Stabiel                                 |
| 145                                     | Stabiel                                 | Equatoriaal-Guinea                      | 1066                                    | Stabiel                                 |
| 146                                     | Stabiel                                 | Ethiopië                                | 1061                                    | Stabiel                                 |
| 147                                     | Stabiel                                 | Koeweit                                 | 1060                                    | Stabiel                                 |
| 148                                     | Stabiel                                 | Botswana                                | 1055                                    | Stabiel                                 |
| 149                                     | Stabiel                                 | Burundi                                 | 1052                                    | Stabiel                                 |
| 149                                     | Stabiel                                 | Afghanistan                             | 1052                                    | Stabiel                                 |
| 151                                     | Stabiel                                 | Nicaragua                               | 1051                                    | Stabiel                                 |
| 152                                     | Stabiel                                 | Liberia                                 | 1047                                    | Stabiel                                 |
| 153                                     | Stabiel                                 | Swaziland                               | 1042                                    | Stabiel                                 |
| 154                                     | Stabiel                                 | Maleisië                                | 1040                                    | Stabiel                                 |
| 155                                     | Stabiel                                 | Malediven                               | 1038                                    | Stabiel                                 |
| 156                                     | Stabiel                                 | Nieuw-Caledonië                         | 1035                                    | Stabiel                                 |
| 157                                     | Stabiel                                 | Singapore                               | 1020                                    | Stabiel                                 |
| 158                                     | Stabiel                                 | Dominicaanse Republiek                  | 1019                                    | Stabiel                                 |
| 159                                     | Stabiel                                 | Gambia                                  | 1015                                    | Stabiel                                 |
| 159                                     | Stabiel                                 | Grenada                                 | 1015                                    | Stabiel                                 |
| 161                                     | Stabiel                                 | Tahiti                                  | 1014                                    | Stabiel                                 |
| 162                                     | Stabiel                                 | Barbados                                | 1009                                    | Stabiel                                 |
| 163                                     | Stabiel                                 | Fiji                                    | 996                                     | Stabiel                                 |
| 163                                     | Stabiel                                 | Vanuatu                                 | 996                                     | Stabiel                                 |
| 165                                     | Stabiel                                 | Papoea-Nieuw-Guinea                     | 991                                     | Stabiel                                 |
| 166                                     | Stabiel                                 | Guyana                                  | 988                                     | Stabiel                                 |
| 167                                     | Stabiel                                 | Saint Vincent en de Grenadines          | 986                                     | Stabiel                                 |
| 168                                     | Stabiel                                 | Zuid-Soedan                             | 983                                     | Stabiel                                 |
| 168                                     | Stabiel                                 | Bermuda                                 | 983                                     | Stabiel                                 |
| 170                                     | Stabiel                                 | Nepal                                   | 974                                     | Stabiel                                 |
| 170                                     | Stabiel                                 | Belize                                  | 974                                     | Stabiel                                 |
| 172                                     | Stabiel                                 | Mauritius                               | 965                                     | Stabiel                                 |
| 173                                     | Stabiel                                 | Indonesië                               | 964                                     | Stabiel                                 |
| 173                                     | Stabiel                                 | Cambodja                                | 964                                     | Stabiel                                 |
| 175                                     | Stabiel                                 | Moldavië                                | 959                                     | Stabiel                                 |
| 176                                     | Stabiel                                 | Saint Lucia                             | 953                                     | Stabiel                                 |
| 177                                     | Stabiel                                 | Tsjaad                                  | 943                                     | Stabiel                                 |
| 178                                     | Stabiel                                 | Puerto Rico                             | 941                                     | Stabiel                                 |
| 179                                     | Stabiel                                 | Cuba                                    | 936                                     | Stabiel                                 |
| 180                                     | Stabiel                                 | Liechtenstein                           | 926                                     | Stabiel                                 |
| 181                                     | Stabiel                                 | Sao Tomé en Principe                    | 923                                     | Stabiel                                 |
| 182                                     | Stabiel                                 | Macau                                   | 922                                     | Stabiel                                 |
| 183                                     | Stabiel                                 | Montserrat                              | 921                                     | Stabiel                                 |
| 184                                     | Stabiel                                 | Malta                                   | 919                                     | Stabiel                                 |
| 184                                     | Stabiel                                 | Djibouti                                | 919                                     | Stabiel                                 |
| 184                                     | Stabiel                                 | Dominica                                | 919                                     | Stabiel                                 |
| 187                                     | Stabiel                                 | Bangladesh                              | 914                                     | Stabiel                                 |
| 188                                     | Stabiel                                 | Laos                                    | 912                                     | Stabiel                                 |
| 189                                     | Stabiel                                 | Bhutan                                  | 911                                     | Stabiel                                 |
| 190                                     | Stabiel                                 | Mongolië                                | 906                                     | Stabiel                                 |
| 191                                     | Stabiel                                 | Brunei                                  | 904                                     | Stabiel                                 |
| 192                                     | Stabiel                                 | Amerikaans-Samoa                        | 900                                     | Stabiel                                 |
| 193                                     | Stabiel                                 | Kaaimaneilanden                         | 897                                     | Stabiel                                 |
| 194                                     | Stabiel                                 | Samoa                                   | 894                                     | Stabiel                                 |
| 195                                     | Stabiel                                 | Bahama's                                | 880                                     | Stabiel                                 |
| 196                                     | Stabiel                                 | Somalië                                 | 879                                     | Stabiel                                 |
| 196                                     | Stabiel                                 | Gibraltar                               | 879                                     | Stabiel                                 |
| 196                                     | Stabiel                                 | Oost-Timor                              | 879                                     | Stabiel                                 |
| 199                                     | Stabiel                                 | Guam                                    | 873                                     | Stabiel                                 |
| 200                                     | Stabiel                                 | Pakistan                                | 867                                     | Stabiel                                 |
| 200                                     | Stabiel                                 | Aruba                                   | 867                                     | Stabiel                                 |
| 202                                     | Stabiel                                 | Seychellen                              | 866                                     | Stabiel                                 |
| 203                                     | Stabiel                                 | Tonga                                   | 862                                     | Stabiel                                 |
| 203                                     | Stabiel                                 | Turks- en Caicoseilanden                | 862                                     | Stabiel                                 |
| 205                                     | Stabiel                                 | Eritrea                                 | 856                                     | Stabiel                                 |
| 206                                     | Stabiel                                 | Sri Lanka                               | 853                                     | Stabiel                                 |
| 207                                     | Stabiel                                 | Amerikaanse Maagdeneilanden             | 844                                     | Stabiel                                 |
| 208                                     | Stabiel                                 | Britse Maagdeneilanden                  | 842                                     | Stabiel                                 |
| 209                                     | Stabiel                                 | San Marino                              | 824                                     | Stabiel                                 |
| 210                                     | Stabiel                                 | Anguilla                                | 821                                     | Stabiel                                 |

| Kleur | Betekenis                                      |
| ----- | ---------------------------------------------- |
|       | Hoogste FIFA-ranking ooit                      |
|       | Evenaring hoogste FIFA-ranking ooit            |
|       | Voor het eerst opgenomen in de wereldranglijst |
|       | Evenaring slechtste FIFA-ranking ooit          |
|       | Slechtste FIFA-ranking ooit                    |